# Salacia chlorantha
Salacia chlorantha är en benvedsväxtart som beskrevs av Oliver. Salacia chlorantha ingår i släktet Salacia och familjen Celastraceae. Inga underarter finns listade.